# Liste der Baudenkmäler in Leuchtenberg
Auf dieser Seite sind die Baudenkmäler in dem Oberpfälzer Markt Leuchtenberg zusammengestellt. Diese Tabelle ist eine Teilliste der Liste der Baudenkmäler in Bayern. Grundlage ist die Bayerische Denkmalliste, die auf Basis des Bayerischen Denkmalschutzgesetzes vom 1. Oktober 1973 erstmals erstellt wurde und seither durch das Bayerische Landesamt für Denkmalpflege geführt wird. Die folgenden Angaben ersetzen nicht die rechtsverbindliche Auskunft der Denkmalschutzbehörde.

## Ensembles

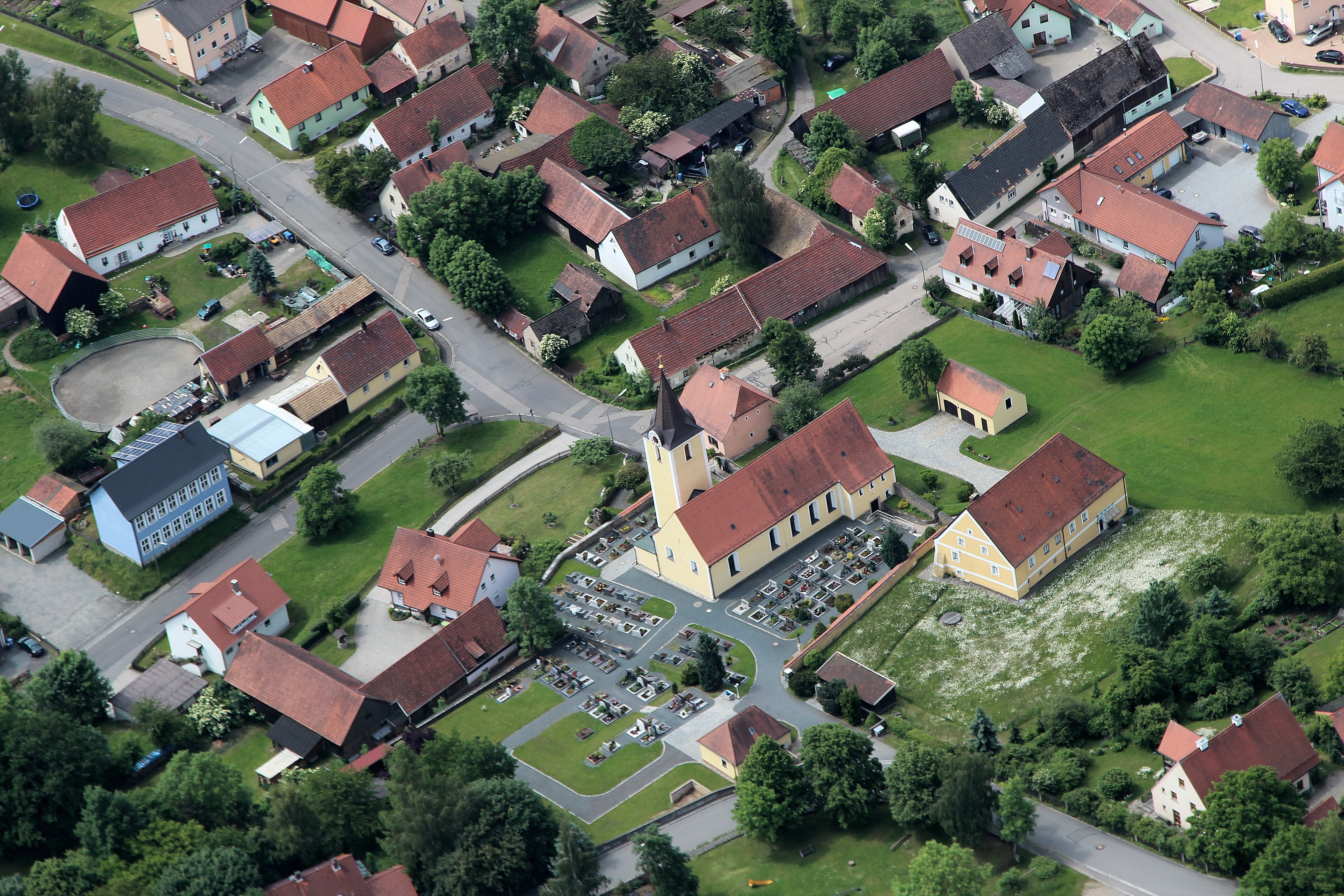

### Ensemble Ortskern Michldorf
Auf dem erhöhten Kirchhof dominiert die um 1700 umgebaute Pfarrkirche mit ihrem barocken Turmhelm; ihr zugeordnet sind das Alte Schulhaus und der Pfarrhof als Zeichen der ehemals dörflichen Zentralfunktion in Seelsorge und Schule, anschließend verkörpern die Häuser 11 und 17 die bäuerliche Bebauung in erdgeschossigen Wohnstallhäusern des 18./19. Jahrhundert als verputzte Massivbauten mit steilen Satteldächern. Aktennummer: E-3-74-132-1.

## Baudenkmäler nach Ortsteilen

### Leuchtenberg
| Lage | Objekt                                      | Beschreibung | Akten-Nr.     | Bild           |
| --- | ------------------------------------------- | --- | ------------- | -------------- |
| Äußerer Markt 6 (Standort) | Wohnhaus                                    | Mit Treppengiebel und Steingewänden, Mitte 19. Jahrhundert, im Kern älter | D-3-74-132-8  | BW             |
| Äußerer Markt 9 (Standort) | Ehemaliges Wohnstallhaus                    | Satteldachbau mit Steingewänden, Mitte 19. Jahrhundert, im Kern älter, mit Stadel | D-3-74-132-9  | BW             |
| Äußerer Markt 9 (Standort) | Gusseisenkruzifix                           | Auf Steinsockel, Ende 19. Jahrhundert | D-3-74-132-21 | BW             |
| Äußerer Markt 19 (Standort) | Wohnhaus, ehemaliges Forstamt               | Walmdachbau, 18. Jahrhundert | D-3-74-132-16 | BW             |
| Äußerer Markt 28 (Standort) | Katholische Friedhofskapelle St. Sebastian  | 1740/41; Friedhofanlage, wohl Ende 16. Jahrhundert | D-3-74-132-15 | weitere Bilder |
| Äußerer Markt 28, bei der Friedhofskapelle (Standort)                                                                               | Schaftbildstock                             | Wohl 17./18. Jahrhundert, Granit mit vier Steinreliefs | D-3-74-132-20 | weitere Bilder |
| Brauhausstraße (Standort) | Bildstock                                   | Granit, wohl 16. Jahrhundert, mit Kreuzrelief | D-3-74-132-17 | BW             |
| Burgweg 1 (Standort) | Katholische Pfarrkirche St. Margareta       | Nach Brand 1842 unter Einbeziehung älterer Teile | D-3-74-132-14 | weitere Bilder |
| Burgweg 6 (Standort) | Altes Schulhaus                             | Satteldachbau mit Steingewänden, im Kern 18./19. Jahrhundert | D-3-74-132-12 | BW             |
| Burgweg 6; Burgweg 8; Hohe Gasse 5; Nähe Burgweg (Standort)                                                                         | Ausgedehnte Burganlage auf dem Leuchtenberg | Innerer Burghof mit Bergfried, Palas und Kapelle, Anfang 14. Jahrhundert Zwingermauer mit Torbauerweiterung, erste Hälfte 15. Jahrhundert Umwehrung des äußeren Burghofes, zweite Hälfte 15. Jahrhundert Turnierplatz über Trockenmauer, wohl um 1500 | D-3-74-132-1  | weitere Bilder |
| Hohe Gasse 11 (Standort) | Wohnhaus                                    | Erdgeschossiger Satteldachbau, ehemals mit Stallanbau, Mitte 19. Jahrhundert | D-3-74-132-10 | BW             |
| Innerer Markt 1 (Standort) | Pfarrhof                                    | Walmdachbau mit Stichbogenfenstern und Ausstattung, Mitte 19. Jahrhundert, Einfriedungsmauer mit Hoftor, Ende 18. Jahrhundert | D-3-74-132-13 | BW             |
| Innerer Markt 9 (Standort) | Wohnstallhaus                               | Giebelständiger Satteldachbau mit Steingewänden, im Kern spätes 18. Jahrhundert, Aufstockung Mitte 19. Jahrhundert | D-3-74-132-67 | BW             |
| Unteres Tor 2 (Standort) | Walmdachhaus                                | Mitte 19. Jahrhundert, im Kern älter | D-3-74-132-4  | BW             |
| An der Hauptstraße am östlichen Ortsrand, an der Hauptstraße am östlichen Ortsrand, Nähe der Abzweigung „Zum Sportplatz“ (Standort) | Granitbildstock                             | Wohl 17. Jahrhundert, mit Kreuzrelief | D-3-74-132-18 | BW             |
| Leuchtenberg - B 22 () | Steinsäule                                  | wohl ehem. Freihungsstein, schlanker Granitobelisk mit Kreuzreliefs, wohl 17. Jh. | D-3-74-132-19 |                |

### Döllnitz
| Lage                              | Objekt                      | Beschreibung                                                                                      | Akten-Nr.     | Bild           |
| --------------------------------- | --------------------------- | ------------------------------------------------------------------------------------------------- | ------------- | -------------- |
| am nördlichen Ortsrand (Standort) | Bildstock                   | 19. Jahrhundert, mit holzgeschnitzter Pieta; am nördlichen Ortsrand an der Straße zur B 22        | D-3-74-132-25 | BW             |
| Döllnitz 18 (Standort)            | Katholische Kirche St Jakob | ehemals Chorturmkirche; mit Ausstattung; Neubau 1927/28 mit Einbeziehung des gotischen Chorturmes | D-3-74-132-22 | weitere Bilder |
| In Döllnitz (Standort)            | Dorfkreuz                   | 19. Jahrhundert nicht nachqualifiziert                                                            | D-3-74-132-23 | BW             |
| bei Haus Nummer 8 (Standort)      | Holzkruzifix                | wohl um 1900; bei Haus Nummer 8 nicht nachqualifiziert, im BayernViewer-denkmal nicht kartiert    | D-3-74-132-24 | BW             |

### Hermannsberg
| Lage                                                 | Objekt          | Beschreibung | Akten-Nr.     | Bild |
| ---------------------------------------------------- | --------------- | --- | ------------- | ---- |
| Hermannsberg 1; Nähe Hermannsberg (Standort)         | Einödhof        | zweigeschossiger Satteldachbau, 18. Jahrhundert, mit Veränderungen 1927 und später; Kalvarienberg, 14 Granitbildstöcke an der Eichenallee, bezeichnet 1900; Wegkapelle am Anfang der Eichenallee, bezeichnet 1827; Holzkruzifix bei der Kapelle, 19. Jahrhundert | D-3-74-132-26 | BW   |
| nordöstlich an der Flurbereinigungsstraße (Standort) | Schaftbildstock | Granit mit Reliefblock, bezeichnet 1729; nordöstlich an der Flurbereinigungsstraße | D-3-74-132-27 | BW   |

### Kleinpoppenhof
| Lage                                    | Objekt          | Beschreibung | Akten-Nr.     | Bild |
| --------------------------------------- | --------------- | --- | ------------- | ---- |
| Nähe von Haus Nummer 6 (Standort)       | Schaftbildstock | 18. Jahrhundert, Granit; nordöstlich am Ende der Gartenmauer von Haus Nummer 6 nicht nachqualifiziert, im BayernViewer-denkmal nicht kartiert | D-3-74-132-29 | BW   |
| im Ort bei der Wegabzweigung (Standort) | Wegkreuz        | 19. Jahrhundert, mit Holzfiguren; bei der Wegabzweigung                                                                                       | D-3-74-132-28 | BW   |

### Kleßberg
| Lage                                          | Objekt              | Beschreibung                                                                 | Akten-Nr.     | Bild      |
| --------------------------------------------- | ------------------- | ---------------------------------------------------------------------------- | ------------- | --------- |
| gegenüber von Haus Nummer 1 (Standort)        | Dorfkreuz           | mit Holzfiguren, wohl 18. Jahrhundert; gegenüber von Haus Nummer 1           | D-3-74-132-30 | Dorfkreuz |
| an der Straße Richtung Unternankau (Standort) | Gusseisenkruzifixus | auf Steinsockel, bezeichnet 1873; östlich an der Straße Richtung Unternankau | D-3-74-132-31 | BW        |

### Lerau
| Lage                        | Objekt    | Beschreibung                                             | Akten-Nr.     | Bild |
| --------------------------- | --------- | -------------------------------------------------------- | ------------- | ---- |
| beim Glockenturm (Standort) | Dorfkreuz | 19. Jahrhundert; beim Glockenturm nicht nachqualifiziert | D-3-74-132-33 | BW   |

### Lückenrieth
| Lage                                | Objekt                        | Beschreibung                                                           | Akten-Nr.     | Bild |
| ----------------------------------- | ----------------------------- | ---------------------------------------------------------------------- | ------------- | ---- |
| beim Glockenturm (Standort)         | Dorfkreuz                     | um 1900; beim Glockenturm                                              | D-3-74-132-34 | BW   |
| Kirchenstraße 4 (Standort)          | Erdgeschossiges Wohnstallhaus | 3. Viertel 19. Jahrhundert                                             | D-3-74-132-65 | BW   |
| Lückenrieth 19 (Standort)           | Erdgeschossiges Wohnstallhaus | bezeichnet 1850 (Giebel), im Kern älter                                | D-3-74-132-66 | BW   |
| am östlichen Ortsausgang (Standort) | Wegkreuz                      | Ende 19. Jahrhundert; am östlichen Ortsausgang in Richtung Hammermühle | D-3-74-132-35 | BW   |

### Michldorf
| Lage                               | Objekt                            | Beschreibung | Akten-Nr.     | Bild                  |
| ---------------------------------- | --------------------------------- | --- | ------------- | --------------------- |
| Am Alten Dorf (Standort)           | Dorfkreuz                         | mit Holzfiguren, wohl 19. Jahrhundert; nahe der B 22                                                                     | D-3-74-132-42 | BW                    |
| in der Flur „Richtbühl“ (Standort) | Granitbildstock                   | um 1900; in der Flur „Richtbühl“                                                                                         | D-3-74-132-45 | BW                    |
| Kirchenstraße 2 (Standort)         | Bauernhof                         | Wohnstallhaus, erdgeschossiger Satteldachbau, bezeichnet 1796; Ausnahmshaus mit angefügter Remise, Mitte 19. Jahrhundert | D-3-74-132-39 | BW                    |
| Kirchenstraße 5 (Standort)         | Katholischer Pfarrhof             | im Kern 17./18. Jahrhundert, Walmdachbau                                                                                 | D-3-74-132-41 | Katholischer Pfarrhof |
| Kirchenstraße 7 (Standort)         | Altes Schulhaus                   | im Kern 17. Jahrhundert, mit Krüppelwalmdach; am Eck zum Friedhofsaufgang                                                | D-3-74-132-40 | Altes Schulhaus       |
| Kirchenstraße 9 (Standort)         | Katholische Pfarrkirche St Ulrich | im Kern gotisch, 1703 umgebaut; mit Ausstattung                                                                          | D-3-74-132-36 | weitere Bilder        |
| bei Kirchenstraße 17 (Standort)    | Gusseisenkreuz                    | auf Sandsteinsockel, bezeichnet 1898; bei Haus Nummer 6                                                                  | D-3-74-132-62 | BW                    |
| Kirchenstraße 17 (Standort)        | Wohnstallhaus                     | bezeichnet 1862, erdgeschossiger Satteldachbau                                                                           | D-3-74-132-38 | BW                    |
| Kirchenstraße (Standort)           | Kirchhof                          | Mauer mit Tor, um 1900 teilweise erneuert; Friedhofskreuz mit gusseisernen Figuren, 2. Hälfte 19. Jahrhundert            | D-3-74-132-36 | BW                    |
| in der Flur „Richtbühl“ (Standort) | Steinsäule                        | wohl 17. Jahrhundert, mit Kreuzrelief; in der Flur „Richtbühl“                                                           | D-3-74-132-44 | BW                    |

### Preppach
| Lage                                                                   | Objekt          | Beschreibung                                        | Akten-Nr.     | Bild |
| ---------------------------------------------------------------------- | --------------- | --------------------------------------------------- | ------------- | ---- |
| am südöstlichen Ortsausgang (Standort)                                 | Bildstock       | bezeichnet 1870/71; am südöstlichen Ortsausgang     | D-3-74-132-49 | BW   |
| am Fußweg nach Woppenhof (Standort)                                    | Granitbildstock | wohl Ende 19. Jahrhundert; am Fußweg nach Woppenhof | D-3-74-132-50 | BW   |
| In Preppach; Preppach 1; Preppach 2; Preppach 4; Preppach 5 (Standort) | Dorfkapelle     | um 1900                                             | D-3-74-132-46 | BW   |
| Preppach 6 (Standort)                                                  | Hausfigur       | Hausfigur St Florian                                | D-3-74-132-48 | BW   |

### Steinach
| Lage                                 | Objekt          | Beschreibung                                                                          | Akten-Nr.     | Bild |
| ------------------------------------ | --------------- | ------------------------------------------------------------------------------------- | ------------- | ---- |
| bei Haus Nummer 4 (Standort)         | Dorfkreuz       | mit Holzfiguren, wohl 19. Jahrhundert; bei Haus Nummer 4                              | D-3-74-132-51 | BW   |
| Haus Nummer 3 (Standort)             | Granitbildstock | bezeichnet 1734, mit Kapitell und Reliefblock; südlich am Garteneck von Anwesen Selch | D-3-74-132-52 | BW   |
| unterhalb des Dorfkreuzes (Standort) | Steinkreuz      | mit eingeritzter Pflugschar, nachmittelalterlich; unterhalb des Dorfkreuzes           | D-3-74-132-53 | BW   |
| östlich in der Flur (Standort)       | Votivbildstock  | bezeichnet 1868/70, Steinaufbau; östlich in der Flur                                  | D-3-74-132-54 | BW   |

### Unternankau
| Lage                      | Objekt    | Beschreibung                     | Akten-Nr.     | Bild |
| ------------------------- | --------- | -------------------------------- | ------------- | ---- |
| In Unternankau (Standort) | Dorfkreuz | mit Holzfiguren, 19. Jahrhundert | D-3-74-132-55 | BW   |

### Wieselrieth
| Lage                                                                   | Objekt                | Beschreibung                                          | Akten-Nr.     | Bild |
| ---------------------------------------------------------------------- | --------------------- | ----------------------------------------------------- | ------------- | ---- |
| am Kirchsteig nach Leuchtenberg (Standort)                             | Bildstock             | wohl 17. Jahrhundert; am Kirchsteig nach Leuchtenberg | D-3-74-132-58 | BW   |
| bei Haus Nummer 2 (Standort)                                           | Gusseisenkruzifixus   | auf Granitsockel, bezeichnet 1883; bei Haus Nummer 2  | D-3-74-132-57 | BW   |
| In Wieselrieth; Wieselrieth 7; Wieselrieth 8; Wieselrieth 9 (Standort) | Hölzerner Glockenturm | 1. Hälfte 20. Jahrhundert                             | D-3-74-132-56 | BW   |

### Wittschau
| Lage                                        | Objekt           | Beschreibung | Akten-Nr.     | Bild |
| ------------------------------------------- | ---------------- | --- | ------------- | ---- |
| am Fußweg zum Wasserschutzgebiet (Standort) | Bildstock        | bezeichnet 1889; am Fußweg zum Wasserschutzgebiet | D-3-74-132-59 | BW   |
| nordöstlich im Feld (Standort)              | Denkmälergruppe: | Steinkreuz, nachmittelalterlich; Oberteil einer Wegsäule aus Granit mit ausgehauenen Kreuzen, bezeichnet 1628; Bildstock, 19. Jahrhundert; nordöstlich im Feld nahe der Straße nach Wieselrieth | D-3-74-132-61 | BW   |
| bei Haus Nummer 14 (Standort)               | Kruzifix         | auf Steinsockel, bezeichnet 1878; bei Haus Nummer 14 | D-3-74-132-60 | BW   |

### Keinem Ortsteil zugeordnet
| Lage                                     | Objekt         | Beschreibung | Akten-Nr.     | Bild |
| ---------------------------------------- | -------------- | --- | ------------- | ---- |
| Kr NEW 42 ()                             | Wegkreuz       | Gedenkkreuz, geböschter Sandsteinschaft auf Postament, Laterne mit rundbogigem Bildfeld und kleinem Gusseisenkruzifix, bezeichnet mit "1927"                                                                 | D-3-74-132-79 |      |
| Leite ()                                 | Bildstock      | schlanker Granitschaft, Laterne mit halbrund geschlossenem Bildfeld, Ende 19. Jahrhundert | D-3-74-132-74 |      |
| Nähe Hermannsberg; Buchbühl; Buchlohe () | Wegkapelle     | oktogonaler Zentralbau mit Zeltdach, bezeichnet mit "1827"; mit Ausstattung; Kreuzweg mit 14 Granitbildstöcken, bezeichnet mit "1900", Reliefs erneuert; Holzkruzifix, Figur farbig gefasst, 19. Jahrhundert | D-3-74-132-78 |      |
| Siechenlohe ()                           | Freihungsstein | Granitschaft, Laterne mit Resten von Kreuzreliefs, wohl 17. Jahrhundert, später zum Bildstock umgewidmet | D-3-74-132-77 |      |
| Staubfelder ()                           | Bildstock      | Granitschaft, Laterne mit segmentbogigem Bildfeld, darauf kleines Gusseisenkruzifix, bezeichnet mit "1904"                                                                                                   | D-3-74-132-73 |      |
| Steinleite ()                            | Wegkreuz       | Gusseisenkruzifix mit trauernder Muttergottes auf zylindrischem sGranitsockel, Ende 19. Jahrhundert | D-3-74-132-76 |      |
| Tonhäubel ()                             | Wegkreuz       | Gusseisenkruzifix auf Granitsockel mit Inschrift, Ende 19. Jahrhundert | D-3-74-132-75 |      |

## Ehemalige Baudenkmäler
In diesem Abschnitt sind Objekte aufgeführt, die früher einmal in der Denkmalliste eingetragen waren, jetzt aber nicht mehr. Objekte, die in anderem Zusammenhang – also z. B. als Teil eines Baudenkmals – weiter eingetragen sind, sollen hier nicht aufgeführt werden. Aktennummern in diesem Abschnitt sind ehemalige, jetzt nicht mehr gültige Aktennummern.

| Lage                                            | Objekt          | Beschreibung                                                                                    | Akten-Nr.     | Bild |
| ----------------------------------------------- | --------------- | ----------------------------------------------------------------------------------------------- | ------------- | ---- |
| Lerau Lerau 8 (Standort)                        | „Lerauer Mühle“ | erdgeschossiger Satteldachbau, vor 1850, Mezzaningeschoss und gegliederte Giebelfassade um 1900 | D-3-74-132-32 | BW   |
| Lückenrieth Kirchenstraße 4 (Standort)          | Wohnstallhaus   | 2. Hälfte 19. Jahrhundert                                                                       | D-3-74-132-64 | BW   |
| Preppach In Preppach bei der Kapelle (Standort) | Dorfkreuz       | mit Holzfiguren, wohl 19. Jahrhundert                                                           | D-3-74-132-47 | BW   |